# Anton Laube
Anton(ín) Laube (* 10. November 1718 in Brüx; † 24. Februar 1784 in Prag) war ein böhmischer Komponist und Kirchenmusiker.
Laube war zunächst Sängerknabe, dann Organist in Prag. Von 1769 bis 1771 wirkte er als regens chori an der Kirche St. Gallus, danach bis zu seinem Tod als Domkapellmeister am Veitsdom.
Neben kirchenmusikalischen Werken – darunter neun Messen, fünf Te Deum, zwölf Vespern, Litaneien und Proprien – komponierte Laube eine Sinfonie, ein Konzert für Englischhorn, neun Bläserpartiten sowie mehrere Opern.

## Opern
- Der Capellmeister und die Schülerinn, 1768
- Matz und Anne, 1772
- Der italiänische Garkoch zu Genua, 1777
- Der studirte Jäger, 1777
- Deukalion und Pyrrha, 1777
- Pierre und Narciß, 1777